# Арка (Кыргызстан)
Арка, также Арха, Арка-2 — село в Кыргызстане, на киргизско-таджикской границе. Село расположено к югу от Таджикского Моря, к востоку от таджикского города Хистеварз. Административно относится к Джаны-Джерскому айылному аймаку (Жаңы-Жер айылдык аймагы, центр — Центральное) в Лейлекском районе Баткенской области.
На картах Генерального штаба СССР разных лет выпуска село Арка-2 неизменно обозначалось на территории Киргизской ССР.
Мимо села проходит внутритаджикская дорога Худжанд — Канибадам.
Место конфликта на киргизско-таджикской границе в 2021 году из-за территорий и водных ресурсов. По сообщению УВД Баткенской области в ночь с 29 на 30 апреля в сёлах Арка и Максат велась интенсивная перестрелка между киргизскими и таджикскими пограничниками, в селе Арка подожжены автозаправки и торговые точки, расположенные вдоль дороги. Также утром 30 апреля таджикские военные бульдозерами разрушили несколько домов киргизов в сёлах Арка и Центральное (Борбордук).